# 曼舒大桥
曼舒大桥是位于拉脱维亚首都里加的一座斜拉桥，跨越道加瓦河。桥名的字面意思即为“吊桥”，有时也被翻译为“护栏桥”。大桥全长595（1,952英尺），是里加市内五座跨越道加瓦河的桥梁之一，并穿过基普萨拉岛。该桥建于苏联时期，1981年7月21日正式开通并投入使用，当时以马克西姆·高尔基大街命名为高尔基大桥 ，街道现已更名为克利斯扬尼斯·瓦德玛斯大街。